# École de Gaulle-Adenauer
L'École de Gaulle-Adenauer est une école privée franco-allemande située à Bonn. Elle appartient au système mondial des écoles françaises de l'AEFE (Agence pour l'Enseignement Français à l'Étranger), l'organisation nationale française pour l'enseignement français, et est également reconnue comme école allemande. Le bâtiment scolaire dans le Quartier de Mehlem est classé monument.

## Histoire
L'école ouvre en 1950 pour les enfants de soldats et diplomates français stationnés à Bonn après la deuxième guerre mondiale. Située dans la Friedrich-Ebert-Straße dans le Quartier de Bad Godesberg, l'école française de Bonn enseignait les niveaux de maternelle et élémentaire. En 1961, des classes de collège y ont été ouvertes.  
15 ans plus tard, en 1976, l'école française enménage dans les bâtiments l'ancienne Dorfschule à Mehlem où elle se situe encore aujourd'hui.  
Jusqu'en 1984, le baccalauréat ne pouvait pas être passé à l'école française, car elle allait seulement jusqu'au niveaux de collège. C'est en cette année qu'est fondé le Lycée français de Bonn. Celui-çi devra se partager un bâtiment avec le Friedrich-Ebert-Gymnasium, un lycée public à Bonn, pendant quelques années avant d'enménager dans le Langwartweg.
En 1990 le Lycée français de Bonn devient membre du réseau AEFE où il à été rebaptisé Lycée De Gaulle-Adenauer.       
En 1999 l'Ambassade de France  déménage de Bonn à Berlin. L'école pert donc un grand nombre d'élèves et doit fermer le lycée et le collège. L'école est rebaptisée École de Gaulle-Adenauer. Pour faire remonter le nombre d'élèves, l’EDGA s'est fait reconnaître comme Ersatzschule par les autorités allemandes en 2001. Ceci oblige l'école de faire des cours en allemand et de se tenir au programmes allemands aussi biens qu'au français.        
Depuis 2006, il est possible d'inscrire ses enfants à la garderie, jusqu'en 2022 gérée par une organisation privée, aujourd'hui par l'école.       
En 2008, l'EDGA déménage dans l'ancien bâtiment de la Domhofschule, l’école primaire publique de Mehlem, pour le temps des rénovations de l’ancien bâtiment. En 2011, l'école réenménage dans la Meckenheimer Straße 45.       
En 2022, l'école maternelle est la première de la région Rhénanie-du-Nord-Westphalie étant Elysée-KITA. Ce prix symbolique montre qu cette institution représente l'amitié franco-allemand. L'école maternelle acumulle un grand nombre de déficits en 2023 et 2024 et aurait presque être du fermée. Heureusement elle a pu être reconnue en tant que KITA allemande et reçoit aujourd'hui des subventions de la ville.       

## Anciens élèves célèbres
• Édouard Philippe (*1970), ancien premier ministre de la république française.